# Maria-preta-de-garganta-vermelha
Caça-moscas-de-veludo ou maria-preta-de-garganta-vermelha (Knipolegus nigerrimus) é uma espécie de ave da família Tyrannidae.
É endémica do Brasil.
Os seus habitats naturais são: florestas temperadas, regiões subtropicais ou tropicais húmidas de alta altitude e matagal tropical ou subtropical de alta altitude.